# Frances Ryan
Frances Mary Ryan, znana również była jako Fran Ryan (ur. 29 listopada 1916 w Los Angeles, zm. 15 stycznia 2000 w Burbank) – amerykańska aktorka filmowa.

## Kariera
Rozpoczęła karierę aktorską w Oakland w Kalifornii w teatrze Henry Duffy Theatre. Studiowała przez 3 lata aktorstwo na Uniwersytecie w Stanford. Występowała w sztukach teatralnych, specjalizowała się również w śpiewie w teatrach w Kalifornii i Chicago. Po raz pierwszy zagrała w filmie, występując w 43 odcinku serialu Batman, niedługo potem wystąpiła epizodycznie w serialu Beverly Hillbillies.
Pierwszą znaczącą rolą Ryan była rola Aggie Thompson w 7-odcinkowym serialu The Doris Day Show. W latach 1969–1971 zastąpiła Barbarę Pepper w roli Doris Ziffel w serialu Green Acres. Ryan zagrała również dwunastym, a zarazem ostatnim sezonie serialu typu western Gunsmoke jako Miss Hannah (Cobb). W  1987, zagrała tę samą rolę filmie Gunsmoke: Return to Dodge, będącym filmowym nawiązaniem do fabuły serialu.
Ryan zagrała również w telenoweli Days of our Lives (Dni naszego życia) oraz siostrę Agathę w telenoweli General Hospital (1989). Dubbingowała też kreskówki dla dzieci: Hong Kong Phooey, serial Mister T oraz Little Dracula. Zagrała też w serialach dla dzieci: Sigmund and the Sea Monsters (1975), oraz w New Zoo Revue (lata 70.), w serialu No Soap, Radio (1982), a także epizodycznie w serialu młodzieżowym The Wizard (1986–1987).
Frances Mary Ryan zagrała też w wielu filmach: Big Wednesday (1978), The Long Riders (1980), Take This Job and Shove It (1981), Pale Rider (1985), Chances Are (1989). Bardzo docenianą lecz epizodyczną jej rolą filmową była rola w filmie Stripes (1981), w której zagrała pasażerkę w taksówce prowadzonej przez bohatera, w którego wcielił się Bill Murrayas.
Ryan zagrała gościnnie w wielu serialach: Adam-12, CHiPs, Quantum Leap, Night Court, Taxi, Baywatch, Niesamowite historie (13 odcinek I serii: Opiekunka) oraz The Commish.

## Śmierć
Ryan zmarła 15 stycznia 2000 roku. Została pochowana w grobowcu rodzinnym, w którym spoczywa też jej matka Mary, na cmentarzu Holy Sepulchre w Hayward w Kalifornii. Fran Ryan miała jednego syna Charlesa.

## Filmografia
Źródło.

- The Brady Bunch
- Batman (odcinek 43, 1966)
- The Doris Day Show (serial)
- Green Acres (serial)
- New Zoo Revue (serial)
- Gunsmoke (serial)
- Sigmund and the Sea Monsters (serial)
- Mickey One (1965)
- The Apple Dumpling Gang (1975)
- Starsky & Hutch (1976)
- Flush (1977)
- Big Wednesday (1978)
- The Great Brain (1978)
- Charlie's Angels (1978)
- Rocky II (1979)
- The Long Riders (1980)
- The Dukes of Hazzard (serial)
- Take This Job and Shove It (1981)
- Circle of Power (1981)
- Stripes (1981)
- The Adventures of Nellie Bly (1981)
- Shoot the Moon (1982)
- Taxi (serial)
- No Soap, Radio (serial)
- Savannah Smiles (1982)
- Life of the Party: The Story of Beatrice (1982)
- Johnny Belinda (1982)
- Americana (1983)
- Eyes of Fire (1983)
- Private School (1983)
- Tough Enough (1983)
- Ghost Dancing (1983)
- Rebel Love (1985)
- Pale Rider (1985)
- The Sure Thing (1985)
- Hell Town (1985)
- Hollywood Wives (1985) (miniserial)
- Stewardess School (1986)
- Quiet Cool (1986)
- The Wizard (serial)
- Gunsmoke: Return to Dodge (1987)
- Lucky Stiff (1988)
- Out Cold (1989)
- Chances Are (1989)
- The Dave Thomas Comedy Show (1990) (serial)
- Thanksgiving Day (1990)
- Suture (1993)
- River of Rage: The Taking of Maggie Keene (1993) (TV)